# 西会津町

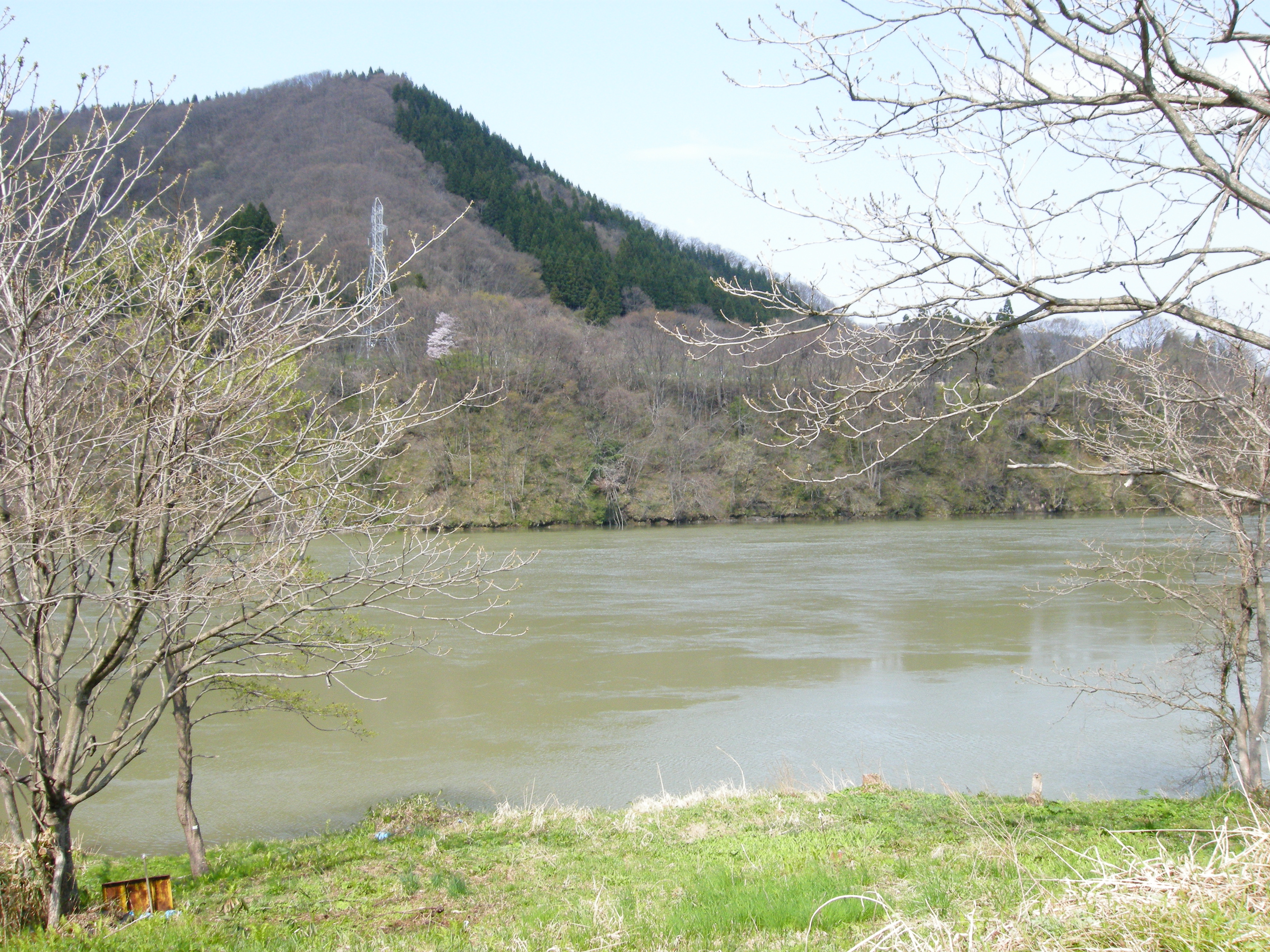
町内を流れる阿賀川

西会津町（にしあいづまち）は、福島県会津地方北西部に位置し、耶麻郡に属する町。

## 概要
福島県と新潟県の県境に位置する。会津五街道のひとつである越後街道が通り、野沢、上野尻、白坂、宝川などの宿駅がおかれた。特に野沢は規模が大きく、六斎市が行われていた。
宿場町としてだけでなく、会津塗や桐製品の製造によって発展した。喜多方地方広域市町村圏組合の一地域としての役割を担っている。
町では「百歳への挑戦」をテーマに1993年（平成5年）より健康のまちづくりが進められ、その一環として「長寿の里」を掲げる沖縄県大宜味村との交流が行われている。

## 歴史
- 1954年（昭和29年）7月1日 - 耶麻郡新郷村・奥川村が河沼郡野沢町・尾野本村・登世島村・睦合村・下谷村・群岡村・上野尻村・宝坂村と合併し、西会津町が発足。
- 1960年（昭和35年）10月20日 - 高郷村の一部（束松地区）を編入。

## 地理

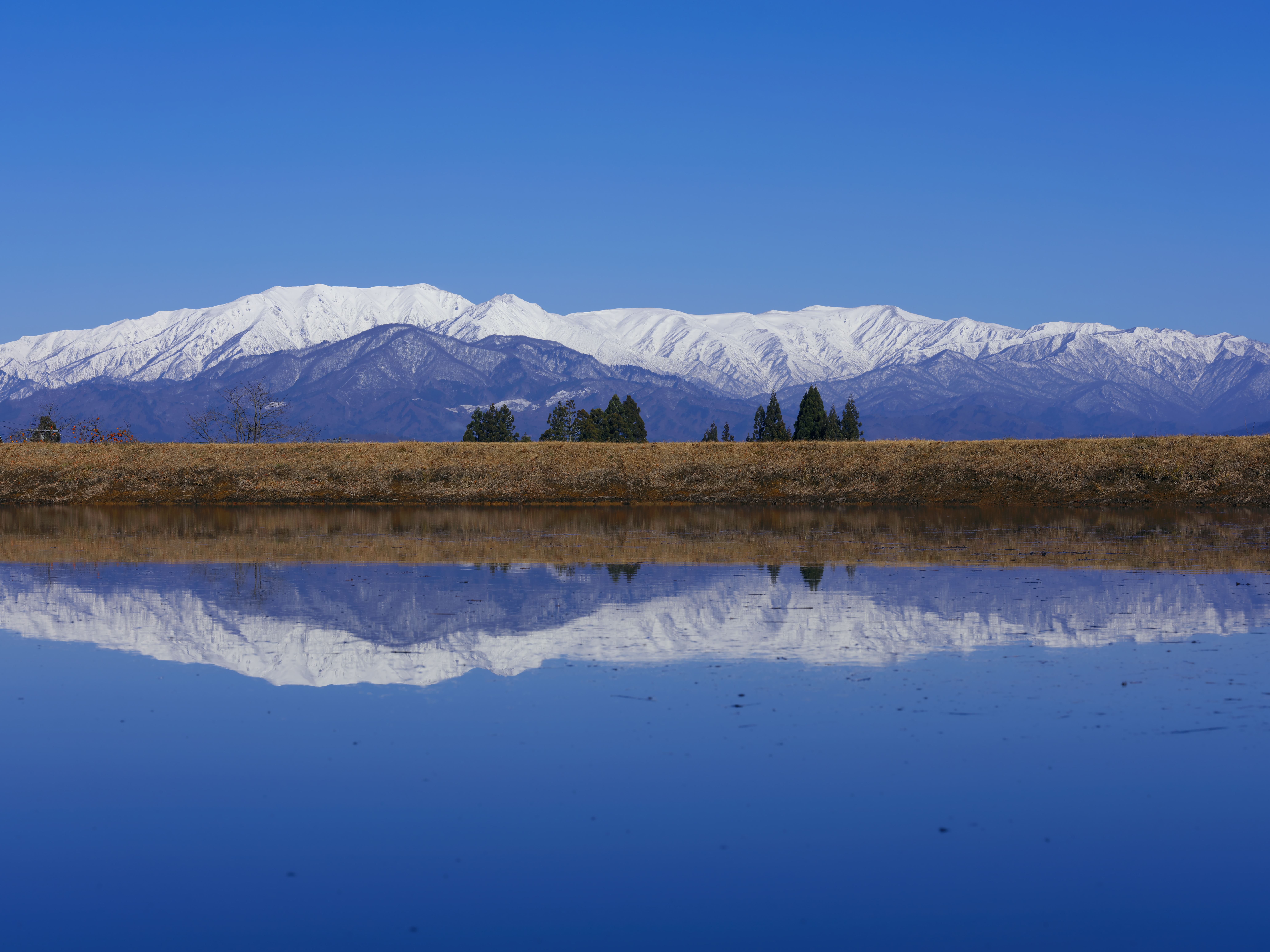
町内から望む飯豊連峰

町の中心部を蛇行する形で阿賀川が通っており、野沢盆地（野沢平）などを四方から囲む形で飯豊連峰などの山々が連なっている。
- 山：三国岳（飯豊山地）
- 河川：阿賀川

### 隣接している自治体
- 福島県
  - 喜多方市
  - 河沼郡：柳津町、会津坂下町
  - 大沼郡：金山町
- 新潟県
  - 東蒲原郡：阿賀町

### 人口
| 西会津町（に相当する地域）の人口の推移 \| 1970年（昭和45年） \| 14,200人 \| \| \| 1975年（昭和50年） \| 12,505人 \| \| \| 1980年（昭和55年） \| 11,490人 \| \| \| 1985年（昭和60年） \| 10,701人 \| \| \| 1990年（平成2年） \| 10,122人 \| \| \| 1995年（平成7年） \| 9,845人 \| \| \| 2000年（平成12年） \| 9,075人 \| \| \| 2005年（平成17年） \| 8,237人 \| \| \| 2010年（平成22年） \| 7,366人 \| \| \| 2015年（平成27年） \| 6,582人 \| \| \| 2020年（令和2年） \| 5,770人 \| \| |          |  |
| 総務省統計局 国勢調査より |          |  |
| 1970年（昭和45年） | 14,200人 |  |
| 1975年（昭和50年） | 12,505人 |  |
| 1980年（昭和55年） | 11,490人 |  |
| 1985年（昭和60年） | 10,701人 |  |
| 1990年（平成2年） | 10,122人 |  |
| 1995年（平成7年） | 9,845人  |  |
| 2000年（平成12年） | 9,075人  |  |
| 2005年（平成17年） | 8,237人  |  |
| 2010年（平成22年） | 7,366人  |  |
| 2015年（平成27年） | 6,582人  |  |
| 2020年（令和2年） | 5,770人  |  |

## 気候
寒暖の差が大きく気温の年較差、日較差が大きい顕著な大陸性気候である。降雪量が多く、周辺の自治体と同様に特別豪雪地帯に指定されている。冬季は-15℃前後の気温が観測されることが珍しくなく、寒さが厳しい。
雪かきをエクササイズとしてポジティブに捉える「ジョセササイズ」の考え方が町で誕生した。
| 西会津（1991年 - 2020年）の気候    | 西会津（1991年 - 2020年）の気候 | 西会津（1991年 - 2020年）の気候 | 西会津（1991年 - 2020年）の気候 | 西会津（1991年 - 2020年）の気候 | 西会津（1991年 - 2020年）の気候 | 西会津（1991年 - 2020年）の気候 | 西会津（1991年 - 2020年）の気候 | 西会津（1991年 - 2020年）の気候 | 西会津（1991年 - 2020年）の気候 | 西会津（1991年 - 2020年）の気候 | 西会津（1991年 - 2020年）の気候 | 西会津（1991年 - 2020年）の気候 | 西会津（1991年 - 2020年）の気候 |
| 月                                 | 1月                             | 2月                             | 3月                             | 4月                             | 5月                             | 6月                             | 7月                             | 8月                             | 9月                             | 10月                            | 11月                            | 12月                            | 年                              |
| ---------------------------------- | ------------------------------- | ------------------------------- | ------------------------------- | ------------------------------- | ------------------------------- | ------------------------------- | ------------------------------- | ------------------------------- | ------------------------------- | ------------------------------- | ------------------------------- | ------------------------------- | ------------------------------- |
| 最高気温記録 °C （°F）             | 13.2 (55.8)                     | 19.0 (66.2)                     | 22.4 (72.3)                     | 30.0 (86)                       | 33.6 (92.5)                     | 34.3 (93.7)                     | 37.3 (99.1)                     | 37.6 (99.7)                     | 35.9 (96.6)                     | 30.1 (86.2)                     | 24.7 (76.5)                     | 19.7 (67.5)                     | 37.6 (99.7)                     |
| 平均最高気温 °C （°F）             | 2.8 (37)                        | 3.8 (38.8)                      | 8.0 (46.4)                      | 15.8 (60.4)                     | 21.9 (71.4)                     | 25.0 (77)                       | 28.1 (82.6)                     | 29.7 (85.5)                     | 25.3 (77.5)                     | 19.0 (66.2)                     | 12.1 (53.8)                     | 5.5 (41.9)                      | 16.4 (61.5)                     |
| 日平均気温 °C （°F）               | −0.4 (31.3)                     | −0.2 (31.6)                     | 2.7 (36.9)                      | 9.0 (48.2)                      | 15.1 (59.2)                     | 19.5 (67.1)                     | 23.2 (73.8)                     | 24.2 (75.6)                     | 19.9 (67.8)                     | 13.4 (56.1)                     | 7.0 (44.6)                      | 2.0 (35.6)                      | 11.3 (52.3)                     |
| 平均最低気温 °C （°F）             | −3.6 (25.5)                     | −4.1 (24.6)                     | −1.9 (28.6)                     | 2.9 (37.2)                      | 8.9 (48)                        | 14.7 (58.5)                     | 19.3 (66.7)                     | 20.0 (68)                       | 15.8 (60.4)                     | 9.1 (48.4)                      | 3.0 (37.4)                      | −1.0 (30.2)                     | 6.9 (44.4)                      |
| 最低気温記録 °C （°F）             | −16.7 (1.9)                     | −17.0 (1.4)                     | −14.8 (5.4)                     | −6.8 (19.8)                     | −0.9 (30.4)                     | 4.8 (40.6)                      | 10.1 (50.2)                     | 10.6 (51.1)                     | 5.5 (41.9)                      | −0.4 (31.3)                     | −6.1 (21)                       | −12.5 (9.5)                     | −17.0 (1.4)                     |
| 降水量 mm （inch）                 | 193.1 (7.602)                   | 127.0 (5)                       | 121.1 (4.768)                   | 91.9 (3.618)                    | 83.6 (3.291)                    | 122.5 (4.823)                   | 233.5 (9.193)                   | 169.0 (6.654)                   | 132.1 (5.201)                   | 134.5 (5.295)                   | 160.3 (6.311)                   | 217.4 (8.559)                   | 1,786 (70.315)                  |
| 降雪量 cm （inch）                 | 237 (93.3)                      | 187 (73.6)                      | 107 (42.1)                      | 13 (5.1)                        | 0 (0)                           | 0 (0)                           | 0 (0)                           | 0 (0)                           | 0 (0)                           | 1 (0.4)                         | 3 (1.2)                         | 118 (46.5)                      | 663 (261)                       |
| 平均降水日数 （≥1.0 mm）           | 22.0                            | 18.4                            | 18.4                            | 13.5                            | 10.9                            | 11.7                            | 14.9                            | 11.6                            | 12.3                            | 13.6                            | 17.0                            | 21.4                            | 185.8                           |
| 平均月間日照時間                   | 59.8                            | 71.6                            | 119.1                           | 168.5                           | 190.3                           | 158.7                           | 149.2                           | 190.4                           | 136.7                           | 118.1                           | 89.5                            | 61.5                            | 1,520.2                         |
| 出典1：Japan Meteorological Agency |                                 |                                 |                                 |                                 |                                 |                                 |                                 |                                 |                                 |                                 |                                 |                                 |                                 |
| 出典2：気象庁                      |                                 |                                 |                                 |                                 |                                 |                                 |                                 |                                 |                                 |                                 |                                 |                                 |                                 |

## 行政
- 町長：薄友喜

## 経済
- 特産品
  - 会津張り子[7]
  - 出ヶ原和紙[7]
  - 桐ゲタ[7]

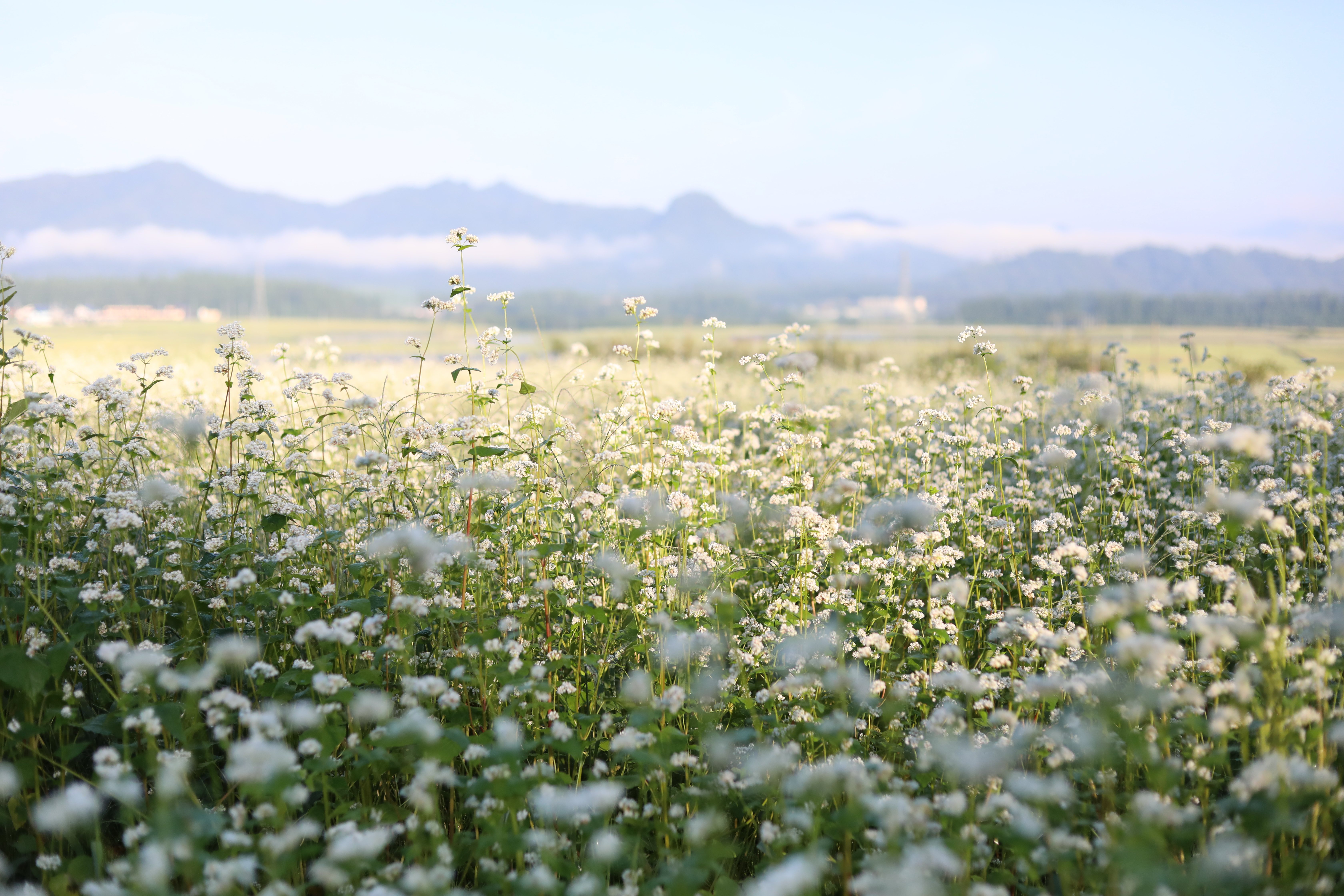
町内のソバ畑

隣の喜多方市山都町にかけて栽培される「縞瓜」は、白瓜系ながら未熟果用ではなく完熟させて甘みを付けた瓜である。
農業は水稲が中心であるが、1990年代後半から町が主体となり、多角化の取り組みが行われている。そのひとつが1998年（平成10年）に始まった「健康な土づくり」事業であり、土壌分析に基づいた農法で栽培した「ミネラル野菜」をブランド化し、20年以上にわたって取り組みを続けている。
野沢駅前や原町には商店街が形成されており、商店や飲食店、宿泊施設が軒を連ねる。

## 方言・文化
基本的に会津弁を話す。
盆や彼岸などには、海藻を使った「いご」（えご）という寒天状の料理を作る。会津地方の郷土料理である「こづゆ」も、祝い事の際や盆などに作られる。

## 郵便
- 野沢郵便局（集配局）
- 奥川郵便局
- 笹川郵便局
- 群岡郵便局
- 徳沢簡易郵便局
- 芝草簡易郵便局

## 教育

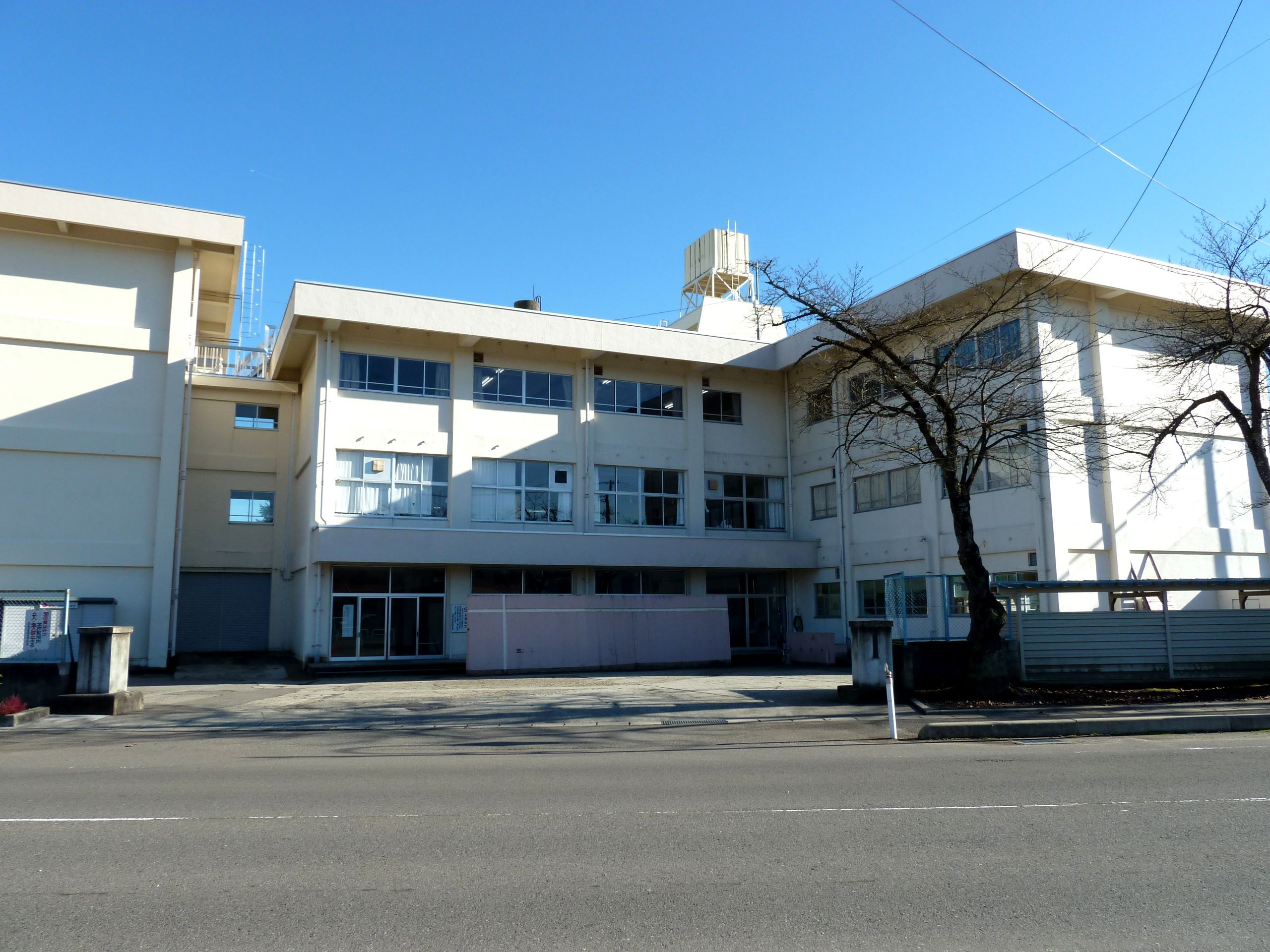
西会津高等学校

小学校1校、中学校1校、県立高校1校が存在。

### 高等学校
- 福島県立西会津高等学校

### 中学校
2002年度より町内の中学校が全て統合され、西会津中学校となった。
- 西会津町立西会津中学校

### 小学校
2012年度より町内の小学校が全て統合され、西会津小学校となった。
- 西会津町立西会津小学校

#### 廃校
以下の小学校は2011年度をもって廃校となり、西会津小学校となった。
- 西会津町立野沢小学校
- 西会津町立新郷小学校
  - 橋屋分校
- 西会津町立奥川小学校
  - 弥平四郎分校
- 西会津町立尾野本小学校
  - 上谷分校
- 西会津町立群岡小学校
  - 徳沢分校

## 交通

### 鉄道
- 東日本旅客鉄道

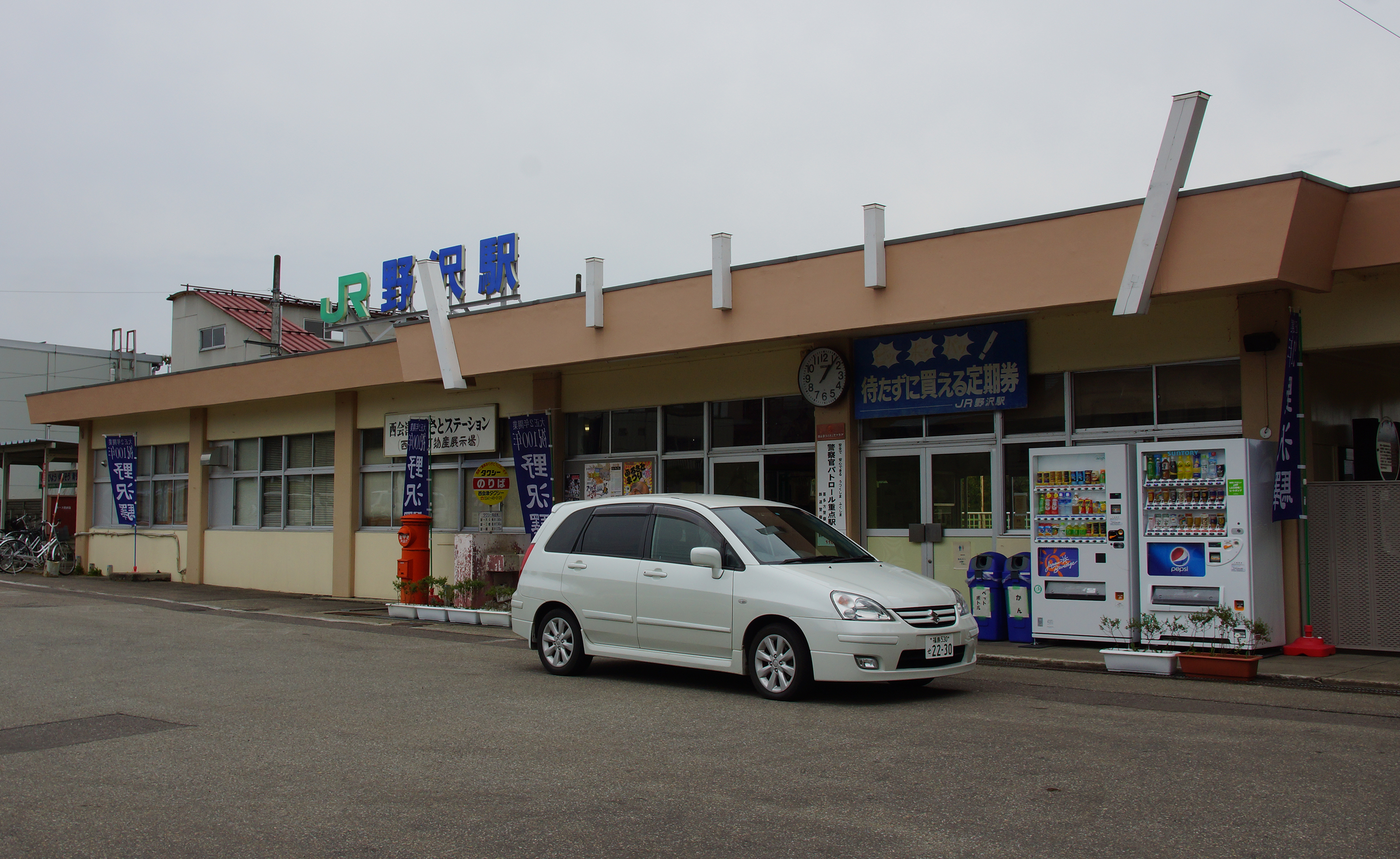
野沢駅

- 磐越西線：尾登駅 - 野沢駅 - 上野尻駅 - 徳沢駅

中心となる駅：野沢駅

### バス
- 会津バス ※高速バスのみ
  - 会津若松 - 野沢線
  - 会津若松 - 新潟線（西会津インター前での停車のみ）
- 西会津町民デマンドバス（こゆりちゃん号）

### 道路
高速道路
- 磐越自動車道西会津IC（西会津PA）

国道
- 国道49号
- 国道400号
- 国道459号

県道
- 福島県道16号喜多方西会津線
- 福島県道338号上郷下野尻線
- 福島県道339号大久保野沢停車場線
- 福島県道341号別舟渡線
- 福島県道361号奥川新郷線
- 福島県道367号新郷荻野停車場線
- 福島県道370号上野尻停車場線
- 福島県道383号熱塩加納山都西会津線
- 福島県道384号徳沢宝坂線

### 道の駅
- 道の駅にしあいづ

## 観光

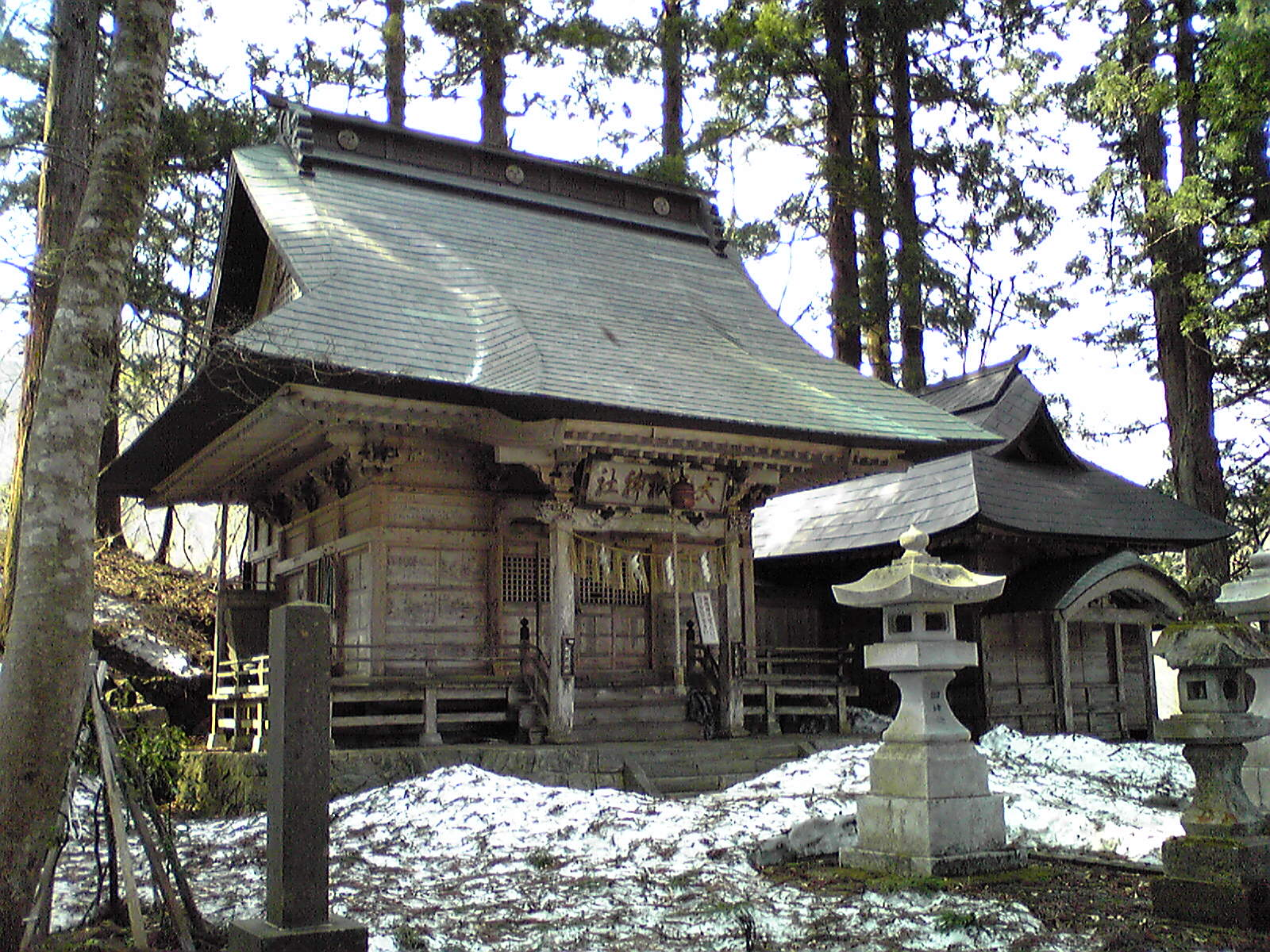
大山祇神社 御本社（奥宮）

農家民宿が多く所在することが特筆される。
- 飯豊山
- 円満寺（観音堂は国の重要文化財）
- 如法寺（会津ころり三観音のひとつ）
- 大山祇神社
- さゆり公園
- ロータスイン（温泉）
- 銚子の口
- ふるさと自慢館（資料館）
- 西会津国際芸術村

## 出身有名人
※ 五十音順
- 石川暎作 - 明治期の大蔵省職員、『富国論』（国富論）翻訳者
- きよ彦 - 着物デザイナー
- 倉林明子 - 政治家、看護師
- 佐藤夕子 - 漫画家
- 野沢鶏一 - 会津藩士（獄中で山本覚馬による『管見』の口述筆記を行った）、弁護士、新潟税関長代理、公証人
- ものえ和恵 - 歌手
- 渡部鼎 - 政治家、医師
- 渡部思斎 - 漢学者、漢方医、研幾堂創始者